# Allodapula acutigera
Allodapula acutigera är en biart som beskrevs av Cockerell 1936. Allodapula acutigera ingår i släktet Allodapula och familjen långtungebin. Inga underarter finns listade i Catalogue of Life.